# Funkcja podliniowa
Funkcja podliniowa (subliniowa) – specjalny rodzaj funkcjonału.

## Definicja
Niech {\displaystyle V} będzie przestrzenią liniową nad ciałem uporządkowanym {\displaystyle K} (np. liczbami rzeczywistymi {\displaystyle \mathbb {R} }). Funkcję {\displaystyle f\colon V\to K,} która spełnia dla wszystkich skalarów {\displaystyle \alpha \in K} oraz wektorów {\displaystyle x,y} własności
- dodatniej jednorodności
{\displaystyle f(\alpha x)=\vert \alpha \vert f(x),}
- podaddytywności
{\displaystyle f(x+y)\leqslant f(x)+f(y),}

nazywamy funkcją podliniową.

### Informatyka
W zastosowaniach informatycznych funkcję {\displaystyle f\colon \mathbb {Z} ^{+}\to \mathbb {R} } nazywa się podliniową, jeżeli {\displaystyle f(n)\in o(n)} (zob. asymptotyczne tempo wzrostu). Oznacza to, że dla dowolnej funkcji liniowej {\displaystyle f'} dla dostatecznie dużych parametrów funkcja {\displaystyle f} rośnie wolniej niż {\displaystyle f'.}

## Przykłady
- Każda (pół)norma jest funkcją podliniową.

## Własności
- Każda funkcja podliniowa jest wypukła.